# Sešemnefer III.
Sešemnefer (III.) "Ṡšm-nfr" byl vezírem, dozorcem královského portfolia, vedoucím královským písařem a královské administrativy a dalších významných funkcí v centrálně řízeném státu, v éře faraona Niuserre, panovníka 5. dynastie. V rodové posloupnosti byl III. s hrobkou G5170 na západní straně Chufuovy pyramidy. Poznatky o jeho životě a jeho rodiny byly čerpány z výzdoby v jeho hrobce a doložené historie jeho předků.

## Genese

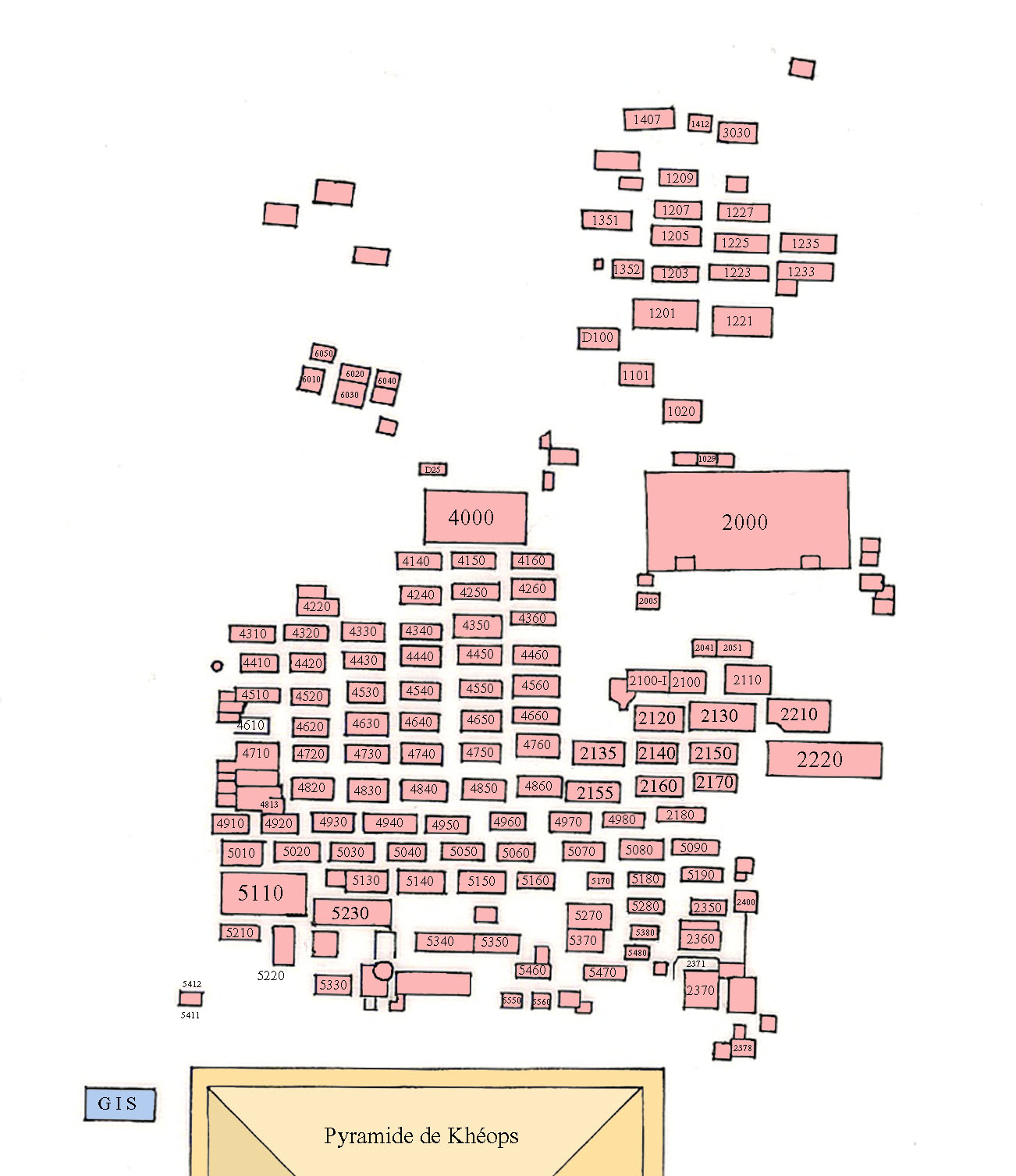
Mapa západní nekropole; mastaby G4940 Sešemnefer I., G5080 Sešemnefer II, G5170 Sešemnefer III.

Na západní straně Chufuovy pyramidy se rozkládá nekropole 4. - 5. dynastie s přesahem až do 6. dynastie. Nejstarší hrobky datované do období Chufuovy vlády, rozložené v uspořádaných řadách, se řadí za dominantní hrobkou G4000 prince, architekta Hemiunua, další se datují až do pozdějších období 5. dynastie, kde se pak nachází hrobka Sešemnefera (III.) G5170. Hrobka byla odkryta v roce 1910 archeologem Ernst von Sieglinem, ten nechal výzdobu z kaple snést a převézt do Berlína, později ji daroval Landesuniversität Tübingen. Tam ji v roce 1938 podrobně prozkoumal a popsal Herman Junker.

## Hrobka
Hrobka se na západní nekropoli nachází zhruba na okraji zmíněné řady za G4000 ve skupině mastab datovaných do pozdní doby 5. dynastie. Původní rozměry zástavby byly narušeny pozdějšími přestavbami, jednak přístavbou jižní strany kultovního serdabu u části propojené s mastabou Rawera I. Z prostorného sloupového portiku (5,8 × 2,8 m) byl vstup do obětní komory ve tvaru písmene „L“ (3,64 × 1,43 m) se dvěma falešnými dveřmi na západě, stejně jako velkým serdabem na jižní straně. Jižní pohřební komora se nachází v šachtě, kde je také mohutný sarkofág. Severní šachta bylo dokončena do hloubky 3,2 m a v komoře byl přímo do skály zabudován sarkofág.

## Kaple
Výzdoba v Sešemneferově kapli, jak již bylo uvedeno, byla přenesena do Tübingenu a zde podrobně popsána Junkerem, poskytla obraz velmože s titulem vezíra vykonávajícího úřad „vrchního písaře královských listin“, „důvěrně seznámeného s korespondencí faraona“, vlastně „vedoucího nejvyšší královské kanceláře“ – kancléře. Jeho další tituly ukazují, že měl značnou mocenskou pozici jako „vrchní soudce“, „správce dvou zbrojních domů“ a exekutivní moc „správce všech královských prací“. To vše nechal vložit do reliéfů ve své kapli jako přípravu na odchod do podsvětí s plným materiálním zabezpečením, členy své rodiny, jeho služebníky, vlastně záhrobní život. (3D model kaple ) Nedílnou součástí jsou zde četné nápisy, jednak s mytologickým obsahem a jednak se zdůrazněnými a několikrát se opakujícími zápisy jeho funkcí.
Na západní stěně kaple a dvěma falešnými dveřmi, kudy do záhrobí odchází jeho duše ka, sedí se svou ženou Heteperes u obětního stolu, kde jsou také pojmenovány všechny obětiny potravin, dole je zobrazení porážky obětních býků. Na severní stěně skupina služebnic přináší dary od vznešených králů
(rozlišitelné kartuše v horním registru – faraon Chufu, Sahure, Veserkaf, ve druhém registru Neferirkare, ve třetím registru Rachef, Snofru?) Jižní stěna ho zobrazuje sedícího, dozírajícího na přípravy obřadu, u jeho nohou jsou tři jeho synové se znakem písaře, třetí vpravo Nfrsšmptah. Jeho mysl oblažuje skupina tanečnic , doprovázených hudbou na harfy . Podobná scéna je na východní stěně, nahoře písaři zapisující zásoby pod Sešemneferovým dozorem opírajícího se o hůl velmože.

## Epilog
Hrobka G5170 vezíra a královského písaře , představitele elity v období 5. dynastie, přibližně datovaného do vlády faraona Niuserre, u které se podařilo zachovat vnitřní výzdobu, poskytuje údaje zapadající do celkového obrazu charakteru a historického vývoje vládních struktur. Dynamický sociální, kulturní a ekonomický rozvoj z předchozích období velkých staveb, zejména ve 3.–5. dynastií, vytvořil třídu elit, která si postupně přisvojovala podíl na moci a bohatství centrálně řízeného státu. Sešemnefer a jeho doložení předci, otec a děd, (viz tabulka) nesoucí titul královských písařů, tuto pozici dědili a v každé generaci rozšiřovali. Následník Sešemnefer IV.  si tak mohl zbudovat honosnou hrobku na královské východní nekropoli LG53, datovanou do počátku 6. dynastie, hrobka byla v letech 1928–1929 kompletně rekonstruována.

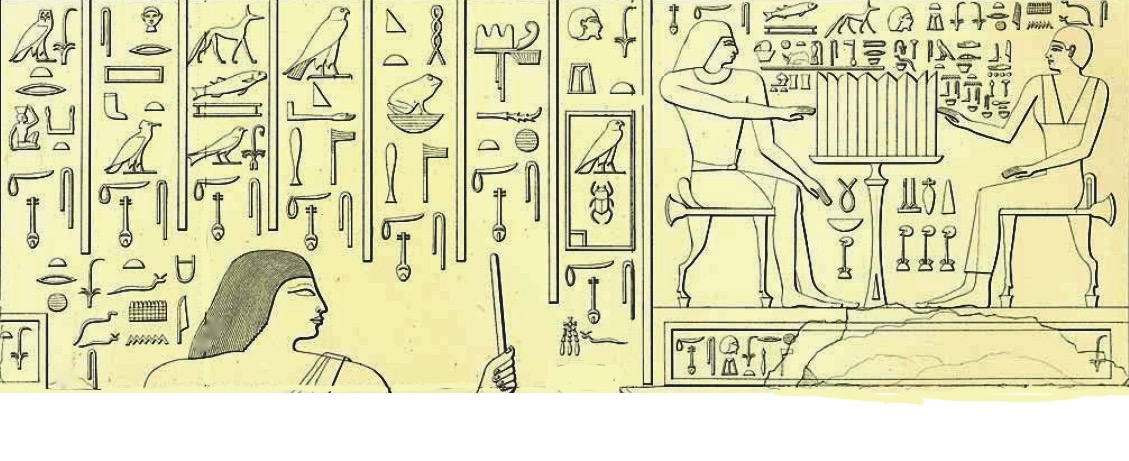
Sešemnefer I. s manželkou Imendžefaes u obětního stolu, v horním registru jsou jeho tituly, část se dědila na syna a vnuka Sešemnefera III.

Pouze elita egyptské společnosti měla dostatek prostředků k vytvoření a podpoře věčného příbytku. Takže při studiu egyptských hrobek a jejich mimořádných reliéfů, soch a pohřebního vybavení se zabýváme uměním, architekturou, pohřebními praktikami a vírou pouze malé části společnosti, vyšší třídy. Ta se již ve 4. dynastii také sociálně diferencovala na třídu vrcholných úředníků a lokálních vládců vezírů a třídu úředníků vykonávající podřadnější funkce a služby. Miroslav Bárta uvádí, že na nekropoli v Gíze bylo pohřbeno asi 12 vezírů. Hrobky v blízkosti rezidence krále si během své hlavní fáze činnosti zachovaly vysokou míru exkluzivity. To určilo umístění hrobek nižších úředníků 5. dynastie v méně prominentní části nekropole v Gíze, která postupně pozbyla svůj význam.
Jako dovětek, existuje několik zmínek o výskytu dalších objektů se jménem Sšm-nfr, Sakkára – stéla E8, Sakkara – fragment architrávu se jménem . Nicméně, jak dodává Junker, spojovat tyto výskyty jména Sšm-nfr s rodinou v Gíze nelze bezprostředně prokázat, spíše jde o jednu z dalších oficiálních dynastií, kde všude byli vrchní úředníci se zákony, nebo dokumenty od krále, jako součást administrativy.

| HASH |

| HASH |

| HASH |

| HASH |

## Galerie

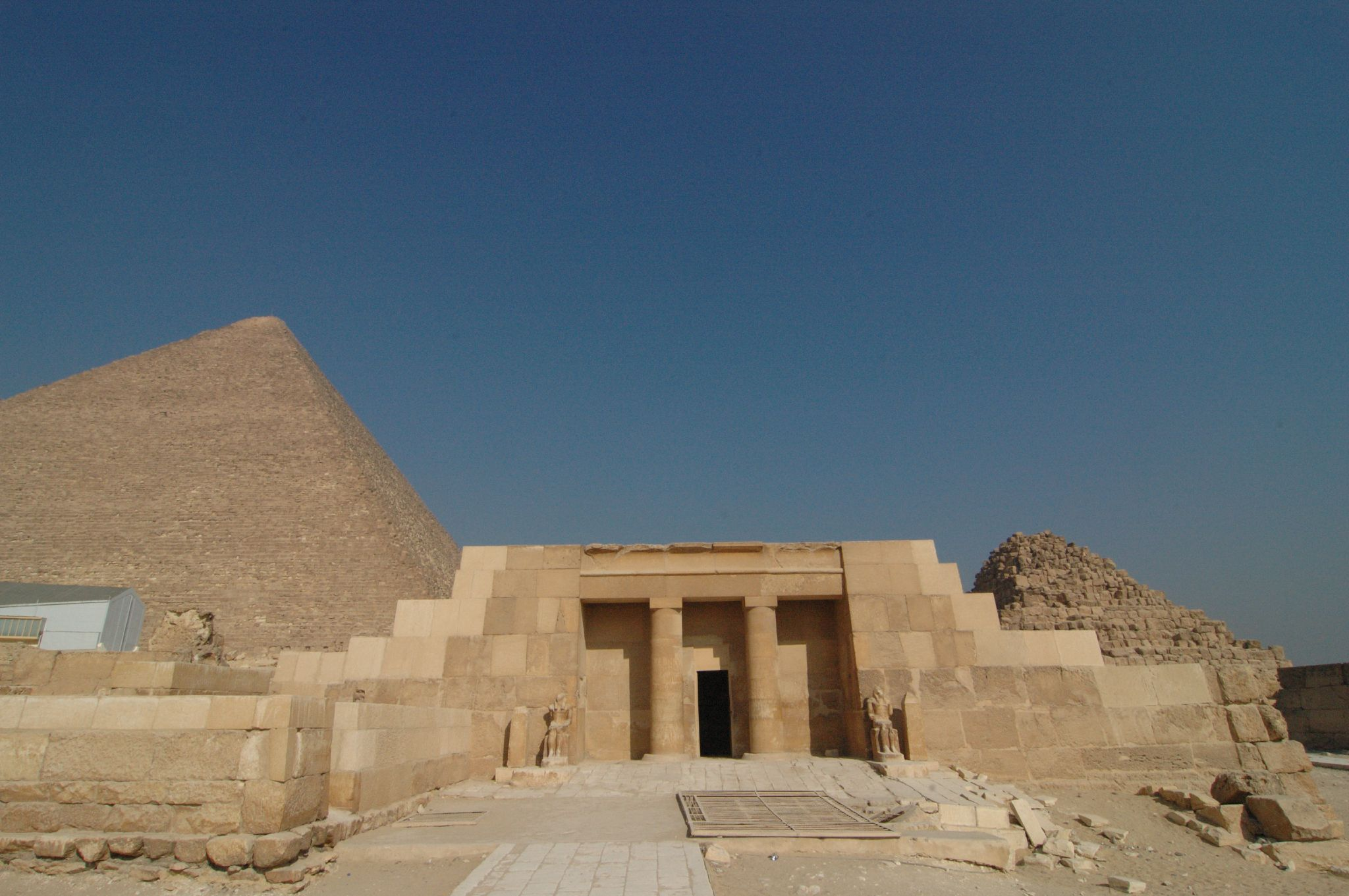
Rekonstruovaná hrobka Sešemnefer IV. LG53
Plán pyramidového komplexu v Gíze